# Charles Fourier

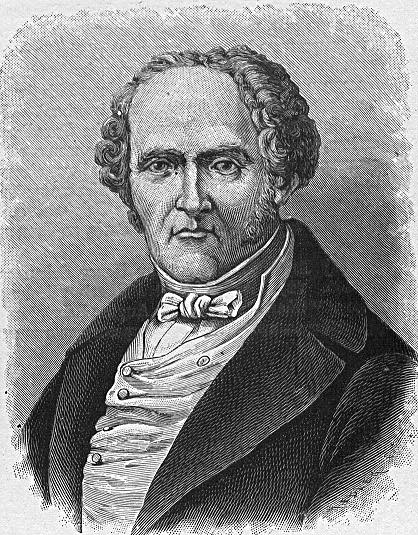
Charles Fourier

Charles (François Charles Marie) Fourier (Besançon, 7 april 1772 – Parijs, 9 oktober 1837) was een Frans socialistisch theoreticus en filosoof.

## Biografie
Zijn vader was een koopman die tijdens de revolutie zijn hele bezit kwijtraakte. Daarom begon Charles op zijn achttiende een stoffenhandel om in zijn levensonderhoud te voorzien. Als kind al had hij echter een afkeer van de handel, omdat hij die misleidend en onrechtvaardig vond.
Als tussenhandelaar bezocht hij niet alleen Franse, maar ook Nederlandse, Belgische en Duitse steden, wat hem in de gelegenheid stelde een beeld te krijgen van de in zijn tijd heersende sociale omstandigheden.
Toen zijn vader stierf, erfde hij 80.000 frank, die hij in Lyon investeerde in koloniale producten. Toen Lyon in 1793 werd belegerd, werden al zijn bezittingen geconfisqueerd; zijn balen katoen werden gebruikt als beschermende wal, en zijn voedselvoorraad werd gebruikt om de soldaten te voeden, terwijl hijzelf gevangen werd gezet. In 1794 werd hem de dienstplicht opgelegd, waar hij gedurende twee jaar het cavalerieregiment diende. Uiteindelijk werd hij vanwege zijn slechte gezondheid ontslagen.
In 1799 moest hij als vertegenwoordiger voor een grote levensmiddelenhandel een rijstvoorraad vernietigen, omdat deze te lang was opgeslagen, in de hoop een hogere prijs er voor te krijgen. De voedselvernietiging, waar de armen behoefte aan hadden, liet een diepe indruk achter. Zijn zakelijke ondernemingen waren allesbehalve succesvol.

## Werk
Charles Fourier was een utopist, samen met Robert Owen, Claude Henri de Saint-Simon en later Pierre-Joseph Proudhon een van de grondleggers van het socialisme. Vanaf 1808 schreef hij werken waarin hij een nieuw wereldbeeld schetste, een model waarbij alle mensen volledig tot hun recht konden komen. Zij zouden in gemeenschap kunnen samenleven, het werk doen dat het best bij hen paste, en zich ook emotioneel en seksueel kunnen ontplooien. Een van zijn principes was het "Klavier der Hartstochten", waarmee hij uiteenzette hoe mensen zichzelf en de samenleving vooruit konden helpen door te doen wat hun het best lag. In zijn werken werd dat model minutieus uitgewerkt. Hij beperkte zich niet tot de mens, het Universum was zijn begrenzing. Charles Fourier beschouwde zichzelf als “het nederig werktuig, waarvan God zich heeft bediend om de nieuwe boodschap aan de aarde te brengen.”
Fourier ontwierp een samenleving bestaande uit lokale gemeenschappen, waarbij iedere gemeenschap tussen de 1600 en 1800 bewoners zou hebben. Een gemeenschap vormde een coöperatie die zowel landbouwproducten als industriële producten zou produceren. De gemeenschap zou in één groot gebouw wonen en werken. De gemeenschap had de naam phalange en de gebouwen werden phalanstères genoemd. Deze namen zijn afgeleid van het Griekse woord phalanx. De geproduceerde goederen of de winst van een phalange zou verdeeld worden onder de bewoners en de investeerders. De winstdeling zou gebaseerd zijn op het geïnvesteerde kapitaal, geleverde arbeid en het talent van de betreffende persoon. Leden die veel geld hebben ingebracht hoefden niet te werken. Iedereen moest huur betalen voor hun appartement en de huren voor meer luxueuse appartementen waren hoger. Fourier ontwierp ook een afgezwakte versie van de phalange dat als tussenstap zou fungeren. Deze tussenstap noemde hij garantisme (in het Nederlands ook wel waarborgingsstaat genoemd) die door rijke ondernemers gestart moesten worden.
Alle phalanges zouden onderdeel zijn van een wereldfederatie. De leider van een phalange zou democratisch gekozen worden. Deze leiders werden baronnen of unarchen genoemd en die zouden het overkoepelende bestuur van vier phalanges kiezen, de zogenaamde duarchen of burggraven. Nog negen andere getrapte verkiezingen zouden worden gehouden. De wereld zou worden geregeerd door een gouverneur met de titel Omniarch die in de wereldhoofdstad Constantinopel zou zetelen. In de onderstaande uitklapbare tabel wordt de gehele hiërarchie getoond die Fourier uitgewerkt had.
| Aantal functionarissen | Titel                     | Aantal phalanges |
| ---------------------- | ------------------------- | ---------------- |
| 2.985.984              | Unarch of Baron           | 1                |
| 995.328                | Duarch of Burggraaf       | 3 of 4           |
| 248.832                | Triarch of Graaf          | 12               |
| 82.944                 | Tetrarch of Markies       | 48               |
| 20.736                 | Pentarch of Hertog        | 144              |
| 6.912                  | Hexarch of Cacique        | 576              |
| 1.728                  | Heptarch of Koning        | 1.728            |
| 576                    | Octarch of Soudan         | 6.912            |
| 144                    | Ennarch of Kalief         | 20.736           |
| 48                     | Decarch of Keizer         | 82.944           |
| 12                     | Onzarch of Caesar         | 248.832          |
| 3                      | Douzarch of Doorluchtigen | 995.328          |
| 1                      | Omniarch                  | 2.985.984        |

Fouriers plan was ingebed in zijn fantasierijke wereldbeeld: naar zijn idee was het garantisme de vijfde van acht treden van ontwikkeling, die in totaal 40.000 jaar in beslag zouden nemen. Op het hoogtepunt van ontwikkeling voorspelde hij een achtduizendjarige toestand van perfect geluk (het apogée du bonheur). In deze toestand zou de mens honderdveertig jaar leven, waarvan honderdtwintig besteed konden worden aan het nastreven van de vrije liefde. Intussen zou de aarde de beschikking krijgen over zes manen en zouden anti-leeuwen, anti-walvissen en andere anti-dieren de mensheid tot nut zijn. Na deze periode zou echter een verval intreden, dat in opnieuw 40.000 jaar de mensheid terug zou voeren tot haar verwarde begintoestand.

## Verwerkelijking
Na zijn Traité d’association domestique agricole (1822) leek hem de tijd rijp om zijn ideeën tot uitvoer te brengen; hij had alleen geld nodig; daartoe resideerde hij dagelijks rond lunchtijd op zijn kamer te Parijs om sponsors te verwelkomen. Veel bezoekers kreeg hij echter niet.
Tijdens zijn leven had Fourier slechts enkele aanhangers. Just Muiron was de belangrijkste; Victor Prosper Considérant heeft een belangrijke rol gespeeld bij het verspreiden van het gedachtegoed van Fourier, met het uitbrengen van het tijdschrift Le Phalanstère (vanaf 1832). Na Fouriers dood groeide zijn beweging, het fouriérisme. Vooral in de Verenigde Staten werden gemeenschappen gesticht, die gebaseerd waren op het gedachtegoed van Fourier. Ze waren echter meestal geen lang leven beschoren. Het meest geslaagde experiment gebaseerd op zijn ideeën was zeker dit van de Familistère te Guise opgericht in 1859 door de Franse industrieel Jean-Baptiste André Godin rond zijn fabriek van gietijzeren kachels en fornuizen.
Uiteindelijk hebben Fouriers beginselen een grote invloed gehad op de latere socialisten.

## Kritieken
De Franse schrijver Michel Houellebecq schreef in 2003 een essay over Fouriers tijdgenoot Auguste Comte (1798-1857), waarin hij de twee filosofen met elkaar vergelijkt: "Het mag verrassend lijken om Comte en Fourier met elkaar in verband te brengen, zo tegengesteld zijn hun systemen. Toch hebben ze behalve een breedheid van blik die aan megalomanie of zelfs aan waanzin grenst (bij Fourier eerder van het delirische type, bij Comte van het manische) ook de zekerheid gemeen dat de samenleving binnen het bestek van enkele generaties – of zelfs van enkele jaren, afhankelijk van het soort sociale vorming – kan worden gereorganiseerd op een geheel nieuwe basis. [...] De twee auteurs hebben ook gemeen dat ze veel en te snel schrijven [...] en dat ze de meest algemeen aanvaarde stilistische conventies aan hun laars lappen. Beiden worden tegenwoordig inderdaad als onleesbaar beschouwd, behalve door enkele perverselingen die hun eigenaardigheid zijn gaan bewonderen en er een teken van genie in zien: de komische afdwalingen bij Fourier, de obsessieve herhalingen bij Comte."